# Aralia decaisneana
Aralia decaisneana är en araliaväxtart som beskrevs av Henry Fletcher Hance. Aralia decaisneana ingår i släktet Aralia och familjen Araliaceae. Inga underarter finns listade.